# Bufo alvarius
Bufo alvarius (Incilius alvarius) és una espècie d'amfibi que viu al sud-oest dels Estats Units i al nord de Mèxic. Està amenaçada d'extinció per la pèrdua del seu hàbitat natural. Secreta bufotoxina, una substància tòxica.

## Ús ritual delBufo Alvarius
En l'actualitat hi ha una pràctica de creixent popularitat de l'ús ritual de la secreció que contenen les glàndules paròtides d'aquest gripau situades al coll, la corba del colze i l'engonal. La substància està composta per diversos compostos químics, entre els quals s'han trobat vint alcaloides.
S'utilitza entre usuaris de substàncies psicoactives que ho consideren una pràctica ancestral de cultures indígenes. Normalment sol ser practicat com a part d'una recerca espiritual i també amb finalitats terapèutiques a través de la medicina tradicional, com ara la disminució dels símptomes de malalties psiquiàtriques (ansietat, depressió, trastorn d'estrès posttraumàtic, trastorns de l'ús d'alcohol i drogues). No obstant això, encara no han estat confirmats científicament els efectes terapèutics que s'aclamen i l'ús de la substància pot comportar greus riscos de salut o derivar fins i tot en la mort.
Les toxines s'activen en ser absorbides directament per les mucoses de la boca, el nas o els ulls. La secreció se sol fumar en pipa o inhalant d'un vaporitzador, tot i que encara d'aquesta manera hi ha riscos. És altament perillós quan s'utilitza al costat d'altres combinats psicoactius com l'ayahuasca o l'iboga.
Es tracta d'una pràctica ritual que va començar a estendre's als anys vuitanta en grups i cercles new age. El seu consum s'ha popularitzat i mediatitzat arran de la seva vinculació amb cultures indígenes del Desert de Sonora a Mèxic. Sobretot, després de la introducció de la pràctica en l'any 2011 amb membres del grup ètnic comca'ac de Punta Chueca, Sonora, per intermediació d'una organització civil de sonorenses d'Hermosillo constituïda per membres de gestió cultural, humanitats i l'art, projecte actualment denominat Fundació OTA.C.
El 4 de juny de 2020 es coneixia la notícia que l'actor porno Nacho Vidal estava sent investigat juntament amb altres persones per homicidi involuntari després de la mort del fotògraf José Luis Abad durant un ritual amb aquest verí de gripau organitzat a casa de Vidal.
A mitjans de novembre de 2021, el boxejador Mike Tyson admetia que n'era un usuari habitual. Va relatar les seves experiències al·lucinògenes amb la substància i que considerava que havia 'mort' en un d'aquests 'viatges'.